# یلابورگا شمالی
یلابورگا شمالی فرودگاهی عمومی واقع در یلابوگا در کشور روسیه است.